# Cremanthodium pyrolifolium
Cremanthodium pyrolifolium là một loài thực vật có hoa trong họ Cúc. Loài này được (H.Lév.) T.L.Ming mô tả khoa học đầu tiên năm 2004.